# Tragabuches
José Mateo Balcázar Navarro, conegut principalment amb el sobrenom de Tragabuches (nascut a Arcos de la Frontera l'any 1780 i mort el 1821), fou un destacat personatge andalús que exercí com a bandoler, torero i cantaor.

## Biografia
Nascut amb el nom de José Mateo Balcázar Navarro, adoptà posteriorment el nom de José Ulloa Navarro, acollint-se a una pragmàtica reial promulgada per Carles III que permetia als gitanos escollir lliurement el cognom que desitgessin. El renom de Tragabuches li vingué per herència paterna; segons la tradició oral, el seu pare l'hauria rebut després d'haver-se menjat un ruc acabat de néixer —anomenat buche a Andalusia— preparat en adob.
S'introduí en el món de la tauromàquia gràcies a la influència del seu padrí de baptisme, Bartolomé Romero, parent de Pedro Romero i dels seus germans, fundadors d'una reconeguda escola de tauromàquia establerta a la ciutat de Ronda. Com a integrant de les quadrilles de Gaspar i José Romero, actuà com a banderiller destacat entre els anys 1800 i 1802, data en què prengué l'alternativa a la plaça de toros de Salamanca.
Tanmateix, tot i estar encara establert a Ronda, Tragabuches abandonà ben aviat la seva trajectòria com a matador de toros i s'endinsà en el món del contraban, associant-se amb una balladora coneguda com a María “La Nena”, amb qui mantenia una relació de convivència fora del matrimoni. José Ulloa s'encarregava de proveir-se de les mercaderies al següent enclavament de Gibraltar, mentre que la seva companya assumia la tasca de distribuir el gènere de contraban.
Continuà dedicant-se al contraban fins a l'any 1814, quan un antic company de la quadrilla dels Romero el convidà a participar en els festejos taurins que s'havien de celebrar a Màlaga amb motiu del retorn del rei Ferran VII a Espanya. Tanmateix, mentre es dirigia cap a la capital malaguenya, patí una caiguda del cavall que li provocà una dislocació al braç, fet que l'obligà a retornar a Ronda. Un cop allí, i com que el seu retorn fou inesperat, descobrí que la seva amant li era infidel amb un sagristà anomenat Pepe “El Mestretites”. Mogut per la fúria, degollà el sagristà i, tot seguit, precipità la seva companya pel balcó, causant-li també la mort. Després dels fets, fugí a la serra de Ronda, on es consagrà definitivament com a bandoler.
Tragabuches s'integrà en una de les colles de bandolers més temudes del seu temps, coincidint en els seus inicis amb figures com El Tempranillo o amb la partida coneguda com Los Siete Niños de Écija, amb la qual romangué fins a l'any 1817. Aquell mateix any, tots els membres de la quadrilla foren capturats i executats, amb l'única excepció de Tragabuches, de qui no se'n torna a tenir notícia a partir d'aquell moment.
També destacà com a cantaor, i s'ha conservat una lletra que la tradició li atribueix, la qual reflecteix un to de lament i fatalisme:  "Una mujer fue la causa / de mi perdición prmera. / No hay ningún mal de los hombres / que de mujeres no venga."